# Tjockarmad sjöstjärna
Tjockarmad sjöstjärna (Leptasterias muelleri) är en sjöstjärneart som först beskrevs av Michael Sars 1846.  Tjockarmad sjöstjärna ingår i släktet Leptasterias och familjen trollsjöstjärnor. Arten är reproducerande i Sverige.

## Underarter
Arten delas in i följande underarter:
- L. m. muelleri
- L. m. celtica